# لحلاح لوزيتاني
اللحلاح اللوزيتاني (باللاتينية: Colchicum lusitanum) نوع نباتي يتبع جنس اللحلاح من الفصيلة اللحلاحية.

## الموئل والانتشار
موطنه المغرب العربي وإسبانيا والبرتغال وإيطاليا.

## الوصف النباتي
النبات عشبي معمر. النبات سام كبقية أنواع اللحلاح.